# Ribose
Ribose (systematisk navn (3R,4S,5R)-5-(Hydroxymethyl)tetrahydrofuran-2,3,4-triol) er et organisk molekyle, et kulhydrat og en aldopentose – et monosakkarid med fem carbonatomer, der kan danne en femleddet ring. Der er to stereoisomere former af ribose, men kun D-formen findes i naturen.

## Biokemisk betydning
D-ribose indgår bl.a. i nukleosider, nukleotider og RNA, og det afledte stof 2'-deoxyribose indgår i deoxynukleosider, deoxynukleotider og DNA.
Af andre biokemisk vigtige derivater af ribose er ATP, adenosintrifosfat, et trifosfatnukleotid som består af ribose bundet til en kæde af tre fosfater og til purinen adenin. ATP er det vigtigste energitransportmolekyle i levende celler. AMP, adenosinmonofosfat, og ADP, adenosindifosfat, er vigtige intermediære stoffer, og cAMP, cyklisk adenosinfosfat, og cGMP, cyklisk guanosinmonofosfat, er sekundære messenger-molekyler, som fører hormon-signaler videre til f.eks. cellekernen. NAD+ eller NADP nikotinamidadenindinukleotid, er et hjælpestof, et coenzym, for mange enzymer.
| Naturvidenskab | Spire Denne naturvidenskabsartikel er en spire som bør udbygges. Du er velkommen til at hjælpe Wikipedia ved at udvide den. |